# Lello Arena
Lello Arena, all'anagrafe Raffaele Arena (Napoli, 1º novembre 1953), è un cabarettista, attore, regista, sceneggiatore, fumettista e conduttore televisivo italiano, esponente della nuova comicità napoletana (portata alla ribalta dal gruppo teatrale La Smorfia nella seconda metà degli anni settanta), assieme a Massimo Troisi ed Enzo Decaro.

## Biografia
Figlio di due impiegati alla manifattura tabacchi, Ugo Arena e Addolorata Amato, a 12 anni si trasferì da Napoli (Piedigrotta) a San Giorgio a Cremano. Affascinato già da bambino dall'arte, non era felice del trasloco: «Sono appena 10 km di distanza, ma nel primo periodo li ho maledetti, li ho accusati di egoismo, di volermi rovinare la vita, di volermi assassinare: da quello che consideravo il centro, mi portavano in periferia. E invece stavano costruendo il mio futuro, un futuro di passioni, ideali e cinema. Che non sarebbe mai stato possibile se non avessi avuto la possibilità di incontrare Massimo Troisi». L’incontro fra i due fu quando Arena aveva 13 anni, durante uno spettacolo teatrale nel teatro parrocchiale della chiesa di Sant’Anna.

Il trio La Smorfia in una foto degli anni ’70

Accantonata la carriera di rugbista, dedicò anima e corpo al teatro, spinto soprattutto dall’amico Massimo Troisi. Insieme a lui e ad altri amici (tra cui Enzo Decaro) formò il gruppo "Rh-Negativo", inaugurando un nuovo tipo di teatro che attingeva alla farsa napoletana e al cabaret. Il consenso del pubblico ottenuto al teatro non compensava, però, il fatto che il gruppo agli inizi spesso non veniva pagato e recitava praticamente solo per gusto e per passione. Non potevano neanche permettersi abiti eleganti e accessori raffinati. Il tutto era quindi svolto in maniera volutamente grossolana, con scene e costumi piuttosto scarni ed essenziali.
Nel 1977 il gruppo (rinominato "I saraceni" e successivamente La Smorfia) si assottigliò e rimasero, oltre ad Arena, solo Troisi e Decaro. Il trio esordì prima al Teatro Sancarluccio di Napoli, grazie all’improvviso forfait di Leopoldo Mastelloni, poi al cabaret romano La Chanson e alla trasmissione radiofonica Cordialmente insieme. Notato da Enzo Trapani e Giancarlo Magalli, esordì nel programma televisivo Non stop.
La Smorfia approdò anche in Luna Park, il programma del sabato sera condotto da Pippo Baudo, e rimase attivo dal 1979 fino all’inizio degli anni Ottanta, mettendo in scena una vasta gamma di sketches. Tra i più memorabili resta l’Annunciazione, con Arena nei panni dell’Arcangelo Gabriele che entrava in scena, in maniera molto teatrale, con il celebre tormentone «Annunciaziò annunciaziò». Gli sketches erano tutti preparati e non esisteva alcun tipo di improvvisazione, come dichiarato da lui stesso in un’intervista a TeatroeMusicaNews.

Arena con (in senso orario) Renzo Arbore, Maurizio Nichetti, Roberto Benigni e Massimo Troisi

Nel 1981 Troisi, per il suo primo film da regista e attore, lo chiamò ad interpretare il personaggio di Lello, l’amico invadente del protagonista Gaetano (interpretato dallo stesso Troisi) nel film di grande successo di pubblico e critica Ricomincio da tre (1981). Nel 1982 è protagonista assoluto del film di Lodovico Gasparini No grazie, il caffè mi rende nervoso, dove è anche tra gli sceneggiatori, in cui interpreta Michele, un giornalista che, condizionato da un raptus, il cui movente sta nel totale rifiuto di una Napoli da allontanare dai soliti stereotipi, inizia ad uccidere i partecipanti del "primo Festival Nuova Napoli" (tra cui Massimo Troisi e James Senese).
Nel 2014 Arena ha parlato dell’esistenza di una sceneggiatura per un seguito, tuttora non concretizzatosi. Nello stesso anno partecipò come comparsa al mediometraggio Morto Troisi, viva Troisi!, in cui Troisi inscena la sua morte prematura, recitando nei panni dell’Angelo custode del defunto attore.
Nel 1983 interpretò Tonino nel secondo film di Troisi, Scusate il ritardo, dove impersonò le manie e le nevrosi di chi è stato lasciato dalla fidanzata. Per questo ruolo venne anche premiato con il David di Donatello per il miglior attore non protagonista. Dopo altri film con grandi protagonisti del cinema italiano, come Alberto Sordi, Ugo Tognazzi e Carlo Verdone, si cimentò nella regia e nella sceneggiatura con Chiari di luna (1988). 
In televisione con Il principe azzurro, superato un periodo di inattività cinematografica dopo la prematura morte dell'amico e compagno d’arte Massimo Troisi, tornò al cinema con Facciamo paradiso. Nel 1995 e nel 1996 ha condotto, nel periodo primaverile, due edizioni di Striscia la notizia, assieme ad Enzo Iacchetti. Sempre con Iacchetti, nel 1996 è protagonista della sitcom di Antonio Ricci Quei due sopra il varano, trasmessa su Canale 5. Nel 1997 conduce insieme a Massimo Lopez ed Elenoire Casalegno la 5ª edizione di Scherzi a parte che ottenne grandi ascolti e, nello stesso periodo, affianca Mike Bongiorno alla conduzione di Viva Napoli su Rete 4.
Nel 1993 pubblicò il libro I segreti del sacro papiro del sommo Urz, misto di riflessioni sulla vita camuffata nelle vicende di se stesso.  Nel 2003 diede la voce a Pulcinella nel film d'animazione Totò Sapore e la magica storia della pizza e l’anno successivo, mentre al teatro recitava in George Dandin di Molière, prese parte alla fiction su Luisa Sanfelice, in cui interpretò lo sbirro della regina Maria Carolina. Nel 2009 ricevette il "premio alla carriera Massimo Troisi".
Nel 2018, trent'anni dopo la sua prima regia, dirige gli Arteteca nel film Finalmente sposi. È voce narrante nel docufilm dedicato a Massimo Troisi, per la regia di Alessandro Bencivenga, Il mio amico Massimo, al cinema dal 15 al 21 dicembre 2022. L’anno successivo è su Rai Due nella commedia di Eduardo Scarpetta, Miseria e nobiltà. Nel 2023 ha realizzato il cartone dello Zecchino d'Oro 2023 Zitto e mosca!.

## Altre attività
Ha collaborato come sceneggiatore per storie a fumetti di Lupo Alberto e Topolino con l'autore Francesco Artibani, con il quale ha scritto anche il testo teatrale Un bel giorno a Santastella.... Ha anche scritto un romanzo per ragazzi, I segreti del sacro papiro del sommo Urz.

## Vita privata
Nel 2006 si è sposato con Francesca Taviani, figlia del regista Vittorio Taviani, dalla quale ha avuto un figlio. 
Da un precedente matrimonio ha avuto un'altra figlia.

## Filmografia

Arena nel ruolo del re Alboino in Bertoldo, Bertoldino e Cacasenno (1984)

### Attore

#### Cinema
- Ricomincio da tre, regia di Massimo Troisi (1981)
- No grazie, il caffè mi rende nervoso, regia di Lodovico Gasparini (1982)
- Scusate il ritardo, regia di Massimo Troisi (1983)
- Cuori nella tormenta, regia di Enrico Oldoini (1984)
- Bertoldo, Bertoldino e Cacasenno, regia di Mario Monicelli (1984)
- Il coraggio di parlare, regia di Leandro Castellani (1987)
- Chiari di luna, regia di Lello Arena (1988)
- Facciamo paradiso, regia di Mario Monicelli (1995)
- Tu ridi, regia di Paolo e Vittorio Taviani, episodio I due sequestri (1998)
- Ho ammazzato Berlusconi, regia di Gianluca Rossi (2008)
- La scuola più bella del mondo, regia di Luca Miniero (2014)
- Maraviglioso Boccaccio, regia di Paolo e Vittorio Taviani (2015)
- Veleni, regia di Nadia Baldi (2017)
- Quando sarò bambino, regia di Edoardo Palma (2018)
- Piano piano, regia di Nicola Prosatore (2022)
- Il mio amico Massimo, regia di Alessandro Bencivenga – docufilm  (2022)

#### Televisione
- Uscita d'emergenza di Manlio Santanelli, regia di Andrea e Antonio Frazzi (1992)
- Quei due sopra il varano, regia di Silvia Arzuffi – sitcom (1996-1997)
- Luisa Sanfelice, regia di Paolo e Vittorio Taviani – miniserie TV (2004)
- Baciati dall'amore, regia di Claudio Norza - miniserie TV (2011)
- Miseria e nobiltà, regia di Barbara Napolitano (2023)
- CIOÈ - Talent Show, regia di Roberto Parlati (Serie originale RaiPlay)

### Doppiatore
- Rodney in Il dottor Dolittle
- Pulcinella in Totò Sapore e la magica storia della pizza

### Regista
- Chiari di luna (1988)
- Finalmente sposi (2018)
- Zitto e mosca!, direttamente dal programma TV per bambini I cartoni dello Zecchino d'Oro (2023-2024)

### Sceneggiatore
- Chiari di luna, regia di Lello Arena (1988)
- No grazie, il caffè mi rende nervoso, regia di Lodovico Gasparini (1982)

### Pubblicita'
- AMREF (1996-1997)

## Teatro
- Vari lavori con il trio "La Smorfia" (anni '70)
- L'amore delle tre melarance (2002) – Tartaglia
- Sogno di una notte di mezza estate (2015)
- Miseria e nobiltà (2013) – Pasquale
- L'Avaro, regia di Claudio di Palma (2013) – Arpagone
- No grazie, il caffè mi rende ancora nervoso (2018)

## Programmi televisivi
- Non stop (Rete 1, 1977), con La Smorfia
- La sberla (Rete 1, 1978), con La Smorfia
- Luna Park (Rete 1, 1979), con La Smorfia
- Morto Troisi, viva Troisi!, special televisivo per la serie Che fai, ridi? (Rete 3, 1982)
- Premiatissima (Canale 5, 1986)
- Raffaella Carrà Show (Canale 5, 1988)
- Buona Domenica (Canale 5, 1993-1994)
- Striscia la notizia (Canale 5, 1995-1996)
- La febbre del venerdì sera (Canale 5, 1996)
- Quei due sopra il varano (Canale 5, 1996)
- Scherzi a parte (Italia 1, 1997)
- Ciao Darwin (Canale 5, 1998) – Concorrente
- Viva Napoli (Rete 4, 1998-1999)
- Carràmba che fortuna (Rai 1, 2008)
- La prova del cuoco – speciale Lotteria Italia del 6 gennaio (Rai 1, 2012-2013)
- Che tempo che fa - Il tavolo (Rai 1, 2017-2018) – ospite fisso
- Made in Sud (Rai 2, 2020)
- Soliti ignoti (Rai 1, 2021) – concorrente